# Onyegamelléki járás

Az Onyegamelléki járás Karéliában

Az Onyegamelléki járás (oroszul Прионе́жский район, karjalai nyelven Oniegan rannikon piiri, finnül Äänisenrannan piiri) Oroszország egyik járása Karéliában. Székhelye Petrozavodszk.

## Népesség
- 2002-ben 18 597 lakosa volt, melyből 14 998 orosz (80,6%), 935 fehérorosz (5%), 925 karjalai (5%), 583 finn (3,1%), 464 ukrán, 159 vepsze, 138 cigány, 75 lengyel, 40 tatár, 37 örmény, 33 azeri, 27 litván, 21 német, 19 mordvin, 17 csuvas.
- 2010-ben 21 502 lakosa volt.